# Cr7z

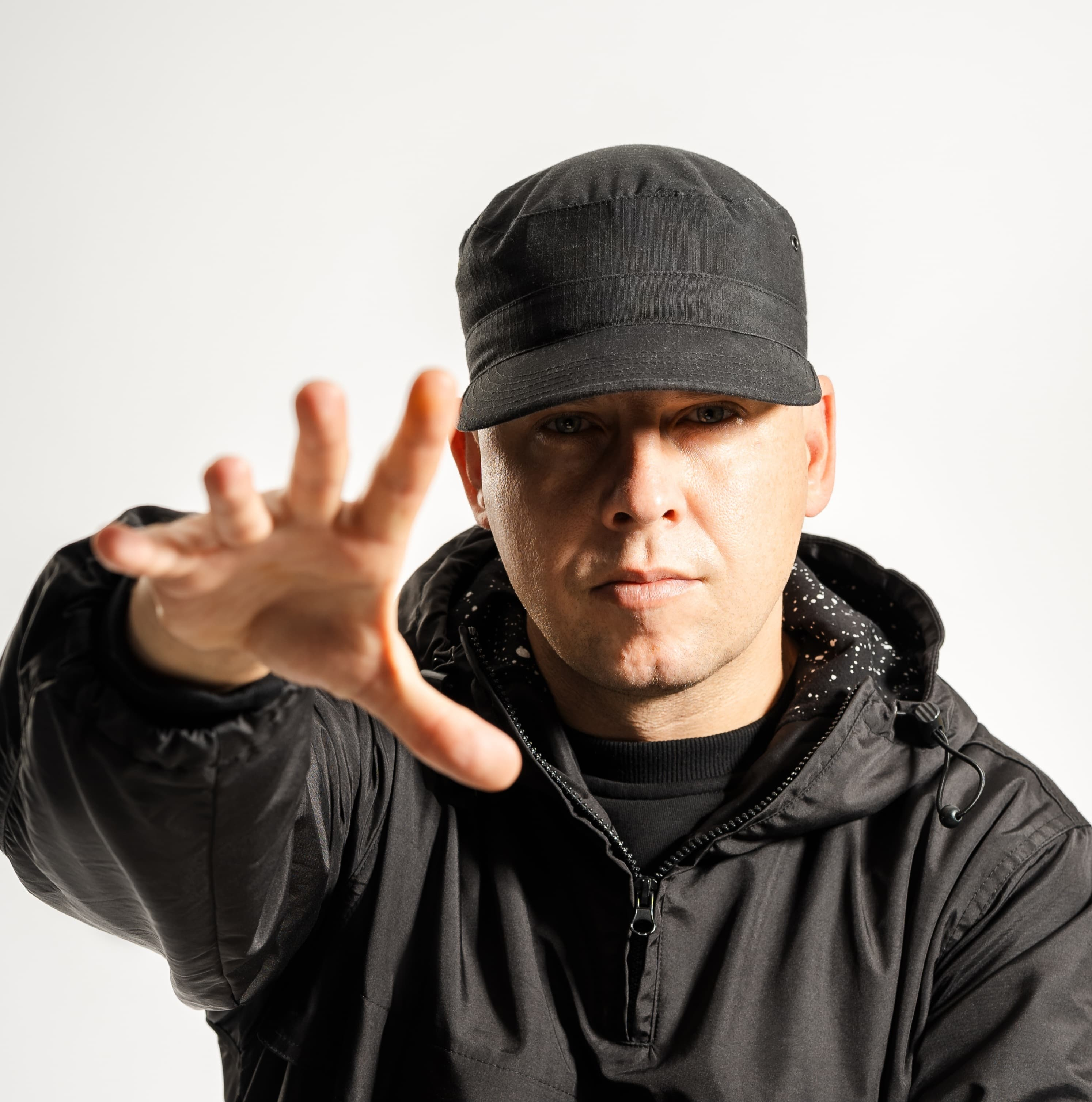
Cr7z (2024)

Cr7z [kʁɪz] (bürgerlich Christoph Hess, * 7. März 1984 in Sangerhausen) ist ein deutscher Rapper aus Rosenheim.

## Leben
Der Rapper Cr7z, alias Christoph Hess ist ein Großneffe des Hitler-Stellvertreters Rudolf Heß. Er selbst distanziert sich eigener Aussagen nach entschieden vom deutschen Nationalsozialismus und thematisiert in mehreren seiner Songs die Aufarbeitung seiner Familiengeschichte (u. a. "Schwarze Flügel" aus dem Album "Pein"), sowie sein absolutes Bekenntnis zur multikulturellen Jugendkultur Hip-Hop (u. a."UNITY","R.R.R.").
Geboren am 7. März 1984 in Sangerhausen (Sachsen-Anhalt) floh er mit seiner alleinerziehenden Mutter in den letzten Monaten der DDR über Ungarn und Österreich nach Bayern und lebt seitdem in Rosenheim.
Christoph Hess begann sich in jungem Alter für Hip-Hop zu interessieren. Daraufhin versuchte er sich am Texten und Rappen in deutscher Sprache. Es kam zu ersten Auftritten in- und außerhalb seiner Heimatstadt Rosenheim. In München lernte er den Rapper und DJ Junior von Feinkost Paranoia kennen, über den er zu professionellen Aufnahmemöglichkeiten kam. Als Chriz MC veröffentlichte er Lieder auf MySpace, Soundcloud und YouTube. Mit Pein erschien 2008 sein erstes Album, das ausschließlich digital erwerbbar war. Im Jahr 2010 unterschrieb er bei dem Label 58Muzikum des Rappers Absztrakkt unter dem Künstlernamen Cr7z einen Vertrag. Sein erstes Release war gefolgt von vier weiteren Alben, teils Soloveröffentlichungen, teils Kollaborationen.
2015 erreichte das Kollabo-Album Waage & Fische in Zusammenarbeit mit Absztrakkt Platz 52 in den Charts. Videos wurden zu Der Einzigste und Anahata gedreht. Zwei Monate später erschien mit Sieben Weltmeere Cr7z’ zweites Soloalbum, mit dem eine Chartplatzierung gelang.
Cr7z veröffentlichte mehr als 300 Freetracks auf Youtube.
Das Label Arjuna wurde am 1. Mai 2017 von Cr7z und DJ Eule gegründet. Zum Gründungszeitpunkt veröffentlichten DJ Eule und er selbst ihre Produktionen unter diesem Label. Eigenen Angaben aus dem Jahr 2017 zufolge wollten sich Mattick und Cr7z mit ihrer Arbeit unter Arjuna auf ihre Kunst fokussieren, pflegten jedoch noch stets gute Kontakte mit ihren alten Kollegen.
Sein drittes Soloalbum ULT7MAerreichte in Deutschland und in der Schweiz Chartplatzierungen und war das Erste, welches er über sein eigenes Musiklabel Arjuna veröffentlichte. Kool Savas wirkte an dem Album als Co-Producer mit und unterstützte seinen Freund mit Werbung in sozialen Netzwerken. Im Zuge der Arbeiten zum neuen Album entstanden Musikvideos zu den Liedern ULT7MA, Ich wollte dich nur wissen lassen und D-Generation, die alle über den Youtube-Kanal von Kool Savas veröffentlicht wurden. Anfang 2018 ging der Rapper mit seinem Album auf Deutschlandtour.
Auf dem Album MannHeim der Söhne Mannheims aus dem Jahr 2017 ist Cr7z mit zwei Gastbeiträgen auf den Liedern Marionetten und Der deutsche Michel zu hören.
Newline EP erschien 2018 in Kooperation mit Snowgoons.
2019 hatte er in der vom SWR für das Medienangebot funk produzierten Streaming-Serie Patchwork Gangsta einen Gastauftritt als Drogendealer.
Cr7z lebt in Rosenheim in Bayern, was auch öfter in seinen Texten thematisiert wird.

## Stil und Lyrik
Die musikalischen Anfänge von Cr7z liegen zwar im Battle-Rap, was bis heute in einigen etwas härteren Songs noch durchscheint, aber das Gros seiner Lyrik wird häufig als „poetisch“, „tiefgründig“ und „emotional“ beschrieben.
Laut.de-Musikkritikerin Dani Fromm äußerte sich 2015 in ihrem Review des CR7z-Albums Sieben Weltmeere über Cr7z wie folgt:

„In Ruhe anhören empfiehlt sich, um die Tiefe von Cr7z' vielschichtiger Lyrik auszuloten. Er strebt nach Erkenntnis, Erleuchtung, Weitsicht, Weisheit, und, ja, nach Liebe. Die Sehnsucht, die ihn befeuert, packt er in wunderbar unverbrauchte Bilder und geschliffene Worte: ein würdiger Erbe der großen Dichter und Denker, fürwahr. "Das hier sind goldene Bars."“

## Diskografie

### Studioalben
- 2008: Pein
- 2010: Zurück zum K7nd
- 2012: S7nus
- 2013: An7ma
- 2015: Sieben Weltmeere
- 2017: Ult7ma
- 2020: Gaia
- 2020: Akasha

### Kollaboalben
- 2015: Waage & Fische (mit Absztrakkt)

### EPs
- 2012: Tr7nity EP
- 2013: Hydra EP
- 2016: Seraph7m EP
- 2017: Exekut7ve EP
- 2018: Newline EP
- 2018: Pandora EP
- 2021: Typhon EP
- 2023: Der Weg des Wassers EP
- 2024: Im Zeichen der Rose EP
- 2024: Wind EP

### Mixtapes
- 2018: Pandora Mixtape

### Gastbeiträge
- 2012: Schwarze Sonnen von Amewu (feat. Cr7z & Absztrakkt)
- 2013: Der Groll von Jinx (feat. Cr7z & Sir-Viva)
- 2014: Bodhishinobi von Absztrakkt & Snowgoons (feat. Cr7z)
- 2016: Kopf oder Zahl von Sinuhe (feat. Petrus & Cr7z)
- 2019: Universum/Hawkings von Kool Savas (feat. Olli Banjo, Boz, Cr7z, Daev Yung, Infinit)
- 2019: Ruhe vor dem Sturm  von Sam Sillah (feat. Cr7z)
- 2019: Feder der Heilung von Illstar (feat. Cr7z)
- 2020: Ordinary Madness von Rusher, Kayohes & V3rb (feat. Cr7z)
- 2020: Neva Eva von Sinuhe  (feat. Vagabund & Cr7z)
- 2020: Tourlife von Kollegah (feat. Cr7z & MoTrip)
- 2020: Atlantis von Acaz (feat. Cr7z)
- 2020: Camelot von Tatwaffe (feat. Cr7z, Tami & DJ Eule)
- 2021: Königsdisziplin von Kollegah (feat. Cr7z)
- 2022: Sag ihnen – Remix von Erabi (feat. Cr7z, SOLO439, dieserBuddha, Mufasa069, Jeyz, Sinan49, BEKA)
- 2023: Meine Lieblingsrapper/innen von Der Asiate (feat. Punch Arogunz, Cashisclay, Twizzy, Pikayzo, M.i.k.i., Seyed, B-Tight, Bo Derah, Steasy, Jindo109, Keule257, Entetainment, Blumio, Blokkmonsta, 257ers, Richter, Nyle, nulldrei, Jay Jiggy, Poca, Flaiz, Rhymin Simon, Swiss, Dame, Silla, Die P, 4Tune, Kitty Kat, HeXer, Olli Banjo, Cr7z, Moe Mitchell)

## Filmografie
- 2019: Patchwork Gangsta